# 彗星 (小沢健二の曲)
「彗星」（すいせい）は、小沢健二の楽曲である。2019年10月11日より配信限定シングルとして発売された。

## 概要
2019年11月13日に発売された6thアルバム『So kakkoii 宇宙』からの先行シングル。
10月11日にiTunes Store、Apple Music、レコチョク等の主要な音楽配信サイトにて配信が開始された。楽曲の配信開始に合わせて、連作のティザー映像第1弾「ドローン見ちゃだめ、ドローン見ちゃだめ……、見るー！」が公開された。
配信開始日と同日付のオリコンデイリー デジタルシングルランキングで初登場7位を獲得した。Billboard Japan Download Songsでは2019年10月21に付の同チャートで初登場39位を獲得し、翌週のチャートで最高位となる27位を獲得した。

## 収録曲
1. 彗星 [4:05]
（作詞・作曲：小沢健二）
ストリングスやホーン・セクション、大人数によるコーラスを主体としたファンクと交響曲が融合された楽曲[4]。
コーラスに一十三十一が参加している[7]。
小松真弓が監督を務めたミュージック・ビデオが2019年11月8日に公開された[8]。ミュージック・ビデオには、小沢の長男・凜音も出演している[9]。

## テレビ披露
- 2019年11月8日放送 テレビ朝日『ミュージックステーション』[8]
- 2019年11月16日放送 NHK総合『SONGS』[10]
同番組では、「薫る (労働と学業)」、「強い気持ち・強い愛」も演奏された[10]。
- 2019年11月20日放送 日本テレビ『スッキリ』[11]
- 2019年12月27日放送 テレビ朝日『テレビ朝日開局60周年記念 ミュージックステーション ウルトラスーパーライブ2019』[12]
- 2020年12月25日放送 テレビ朝日『ミュージックステーション ウルトラスーパーライブ2020』
同番組で演奏された「強い気持ち・強い愛」の冒頭で、歌い出し部分のみ歌唱[13]。